# Montanhas Barisane

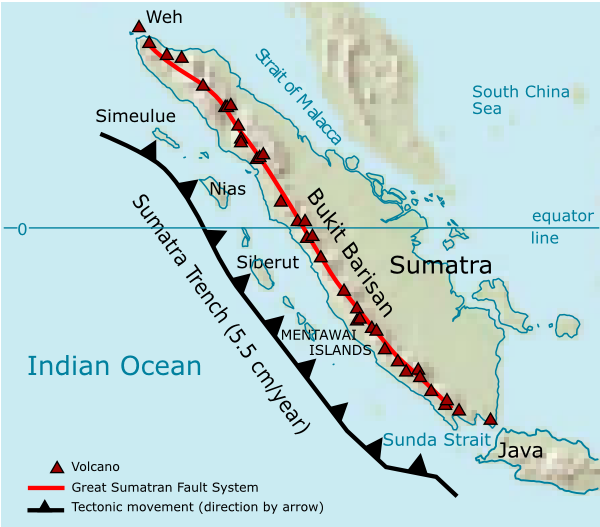
Mapa geológico das Montanhas Barisane

Montes Barisane, (Barisan) também conhecidos como Enfileirada ficam na costa ocidental da ilha de Samatra, na Indonésia, e estendem-se aproximadamente ao longo de 1700 km. As montanhas consistem primeiramente de vulcões ativos e inativos cercados por um densa cobertura florestal. O pico mais alto é o Monte Kerinci de 3000 m de altitude. Um parque nacional fica situado ao sul da cordilheira.
O nome Bukit Barisan na verdade significa "fila de colinas" ou "colinas que formam uma fila" em indonésio e malaio, e esse nome deriva da posição das montanhas ao longo da costa ocidental de Samatra.